# Freedom Nyamubaya
Freedom Nyamubaya (Uzumba, 1958?-5 de julio de 2015) fue una poeta, bailarina, granjera, feminista y activista por la libertad de Zimbabue. Es conocida como una de las "guerrilleras poetas" de Zimbabue, con dos colecciones de poesía publicadas. Durante la guerra civil de Rodesia sirvió como una de las comandantes de operaciones. En 1979, fue elegida Secretaria de Educación en la primera conferencia de la liga de mujeres de la Unión Nacional Africana de Zimbabue (ZANU).

## Primeros años
Nacida en Uzumba, en Mashonalandia Oriental, Nyamubaya dejó la escuela secundaria a la edad de 15 años, para unirse a la lucha armada para la liberación de Zimbabue del dominio británico y de la minoría blanca. Viajó a Mozambique, donde se entrenaba el Ejército Africano para la Liberación Nacional de Zimbabue (ZNLA), creyendo que ella podría "cambiar algo". Durante la guerra de liberación, fue una de las comandantes femeninas a cargo de operaciones en el terreno, aunque luego de la guerra se sintió decepcionada por la forma en que las mujeres soldados fueron tratadas.

## Post-independencia
Luego de la independencia de Zimbabue en 1980, Nyamubaya continuó su actividad política. A mediados de los '80 fundó una organización civil denominadaManagement Outreach Training Services for Rural and Urban Development (MOSTRUD) en Marondera. El objetivo inicial era ayudar a los refugiados y desplazados por la guerra, asistiendo con rehabilitación, reintegración y capacitación en agricultura. Dirigió la organización hasta su muerte, integrando actividades tan diversas como desarrollo rural, y teatro para mujeres y jóvenes.

## Obra literaria y artística
Freedom Nyamubaya publicó dos colecciones de poemas, On the Road Again: Poems During and After the National Liberation of Zimbabwe (Zimbabwe Publishing House, 1985), y Dusk of Dawn (College Press, 1995). Fue coautora de Ndangariro con Irene Ropa Rinopfuka Mahamba (Zimbabwe Foundation for Education with Production, 1987). Su relato breve “Special Place” se encuentra publicado en la antología Writing Still: New Stories from Zimbabwe (Weaver Press, 2003).
En su poema ‘Introduction’, que abre la colección On the Road Again, Nyamubaya ratifica su compromiso para seguir luchando contra la injusticia luego de la guerra por la liberación.
Nyamubaya fue una poeta destacada en festivales literarios y encuentros, incluyendo el Poetry Africa on Tour, de septiembre de 2010 en Harare, Zimbabue, y el 18.º Festival Internacional de Poesía en Medellín, Colombia, en 2008.
Nyamubaya era una apasionada de la música tradicional mbira y actuó como bailarina con el renombrado músico Thomas Mapfumo entre otros.